# 黎州 (河南省)
黎州（れいしゅう）は、中国にかつて存在した州。
578年（宣政元年）、北周により設置された。隋代が成立すると582年（開皇2年）に廃止された。596年（開皇16年）に再設置されたが、605年（大業元年）に廃止され、管轄県は衛州に編入された。

## 下部行政区画

### 北周から開皇2年
- 黎陽郡
  - 黎陽県

### 開皇16年から大業元年
- 黎陽県
- 湯陰県
- 臨河県